# Mieczysław Jaworski (duchowny)
Mieczysław Jaworski (ur. 29 lipca 1930 w Morawicy, zm. 19 sierpnia 2001 w Kielcach) – polski duchowny rzymskokatolicki, biskup pomocniczy kielecki w latach 1982–2001.

## Życiorys
Urodził się 29 lipca 1930 w Morawicy. W latach 1945–1948 kształcił się w gimnazjum i liceum we Włoszczowie, skąd został relegowany za nieposłuszeństwo wobec dyrektora, który polecił mu zdjęcie krzyża ze ściany sali lekcyjnej. W latach 1948–1949 kontynuował naukę w biskupim Gimnazjum i Liceum im. św. Stanisława Kostki w Kielcach, a po jego przejęciu przez władze państwowe edukację w zakresie średnim kończył w latach 1949–1950 w Niższym Seminarium Duchownym w Kielcach. Egzamin dojrzałości złożył eksternistycznie w poprzednim miejscu nauki. W latach 1950–1956 odbył studia filozoficzno-teologiczne w Wyższym Seminarium Duchownym w Kielcach. 17 czerwca 1956 w katedrze Wniebowzięcia Najświętszej Maryi Panny w Kielcach został wyświęcony na prezbitera przez miejscowego biskupa pomocniczego Franciszka Sonika. W latach 1960–1963 pogłębiał studia w zakresie teologii moralnej na Wydziale Teologii Katolickiego Uniwersytetu Lubelskiego, uzyskując magisterium-licencjat. Kontynuowanie studiów w Rzymie uniemożliwiły mu władze państwowe, nie wydając mu paszportu, natomiast studiów doktoranckich w Akademii Teologii Katolickiej w Warszawie nie ukończył z powodu częstego zlecania mu posług duszpasterskich.
W latach 1956–1958 pracował jako wikariusz w parafii Niepokalanego Serca Najświętszej Maryi Panny w Kielcach. Następnie działał w duszpasterstwie w kościele seminaryjnym Świętej Trójcy w Kielcach. W latach 1978–1982 był proboszczem parafii katedralnej Wniebowzięcia Najświętszej Maryi Panny w Kielcach. W parafii rozwinął kult Matki Bożej Łaskawej, co doprowadziło do ustanowienia kościoła katedralnego ogólnodiecezjalnym sanktuarium maryjnym. W 1980 objął funkcję regionalnego kapelana „Solidarności”. Współtworzył Biskupi Komitet Pomocy Potrzebującym w Kielcach, wspierał osoby internowane, aresztowane i zwalniane z zakładów pracy z powodów politycznych oraz ich rodziny. W kurii diecezjalnej był sędzią prosynodalnym, ojcem duchownym kapłanów i duszpasterzem służby zdrowia. Mianowany został kanonikiem kapituły katedralnej.
W latach 1963–1978 prowadził wykłady z teologii moralnej w Wyższym Seminarium Duchownym w Kielcach. Ponadto w latach 1958–1960 i 1963–1968 był prefektem, a w latach 1968–1978 wicerektorem seminarium. Przyczynił się do wznowienia wydawania czasopisma „Współczesna Ambona” i był jego redaktorem naczelnym.
10 maja 1982 został mianowany biskupem pomocniczym diecezji kieleckiej ze stolicą tytularną Rapidum. Święcenia biskupie otrzymał 6 czerwca 1982 na placu przed bazyliką katedralną Wniebowzięcia Najświętszej Maryi Panny w Kielcach. Konsekrował go miejscowy biskup diecezjalny Stanisław Szymecki, któremu asystowali Edward Materski, biskup diecezjalny sandomiersko-radomski, i Jan Gurda, biskup pomocniczy kielecki. Jako swoje zawołanie biskupie przyjął słowa „Diligere Misericordiam” (Umiłować Miłosierdzie). Od 1982 sprawował urząd wikariusza generalnego diecezji. W kurii przewodniczył wydziałowi formacji katolickiej, piastował stanowisko delegata biskupiego ds. Towarzystwa Przyjaciół KUL, należał do rady kurialnej, rady kapłańskiej, kolegium konsultorów i diecezjalnego biura prasowego. W 1984 wspierał uczniów Zespołu Szkół Zawodowych we Włoszczowie protestujących przeciwko usunięciu krzyży ze ścian w budynku szkolnym. W 1993 jako administrator zarządzał diecezją kielecką.
W Episkopacie Polski był przewodniczącym Podkomisji ds. Duszpasterstwa Kobiet, a także członkiem Komisji ds. Duszpasterstwa Ogólnego i ds. Wychowania Katolickiego. Był współkonsekratorem podczas sakr biskupów kieleckich: diecezjalnego – Kazimierza Ryczana (1993) i pomocniczego – Mariana Florczyka (1998).
Zmarł 19 sierpnia 2001 w Świętokrzyskim Centrum Kardiologii w Kielcach. 23 sierpnia 2001 został pochowany w grobowcu biskupów pomocniczych na cmentarzu Starym w Kielcach.

## Odznaczenia, wyróżnienia, upamiętnienie
W 2008 prezydent RP Lech Kaczyński nadał mu pośmiertnie Krzyż Kawalerski Orderu Odrodzenia Polski.
W 1994 nadano mu honorowe obywatelstwo Włoszczowy.
Został konfratrem zakonu paulinów i zakonu karmelitów.
Jego popiersie znajduje się w kościele Wniebowzięcia Najświętszej Maryi Panny we Włoszczowie. Jego imię nadano ulicom we Włoszczowie (2001) i w Kielcach (2005).